# Терюшнево
Терюшнево — деревня в Смоленской области России, в Сафоновском районе. Население – 2 жителя (2007 год) . Расположена в центральной части области в 27 км к северо-востоку от города Сафонова, в 17 км севернее автодороги М1 «Беларусь», на берегу реки Соля. В 20 км севернее от деревни железнодорожная станция О.п. 300-й км	 на линии Москва — Минск. Входит в состав Казулинского сельского поселения.

## История
В годы Великой Отечественной войны деревня была оккупирована гитлеровскими войсками в сентябре 1941 года, освобождена в 1943 году.